# Der Demütige und die Sängerin
Der Demütige und die Sängerin ist ein deutsches Stummfilm-Liebesdrama aus dem Jahre 1925 von E. A. Dupont  mit Lil Dagover und Eberhard Leithoff in den Titelrollen. Die Geschichte basiert auf dem in der Berliner Illustrierten Zeitung abgedruckten gleichnamigen Roman von Felix Hollaender.

## Handlung
Toni Seidewitz hat einen großen Traum fern aller Bürgerlichkeit: Sie will ins Rampenlicht, groß herauskommen und als Sängerin auf den Opernbühnen der Welt reüssieren. Ihre alte Mutter Frau von Bülow, die einst ebenfalls als Sängerin Karriere machen wollte (was ihr nur halbwegs gelang), möchte sie stattdessen lieber mit dem ihr seit geraumer Zeit bekannten Fabrikanten Liesegang verheiratet sehen, um ihr Kind abgesichert zu wissen. Um Toni in den Hafen der Ehe zu locken, verspricht der hartherzig-kalte Ehemann in spe, ihr beim Aufstieg zur Bühnendiva zu helfen, wenn sie ihn heiraten werde. Doch Liesegang erweist sich als brutaler Despot, der Toni gleich nach der Eheschließung jedwede künstlerische Betätigung untersagt und sie auch sonst allenthalben knechtet. Ihre Ehe findet in einem goldenen Käfig statt und wird für Toni zur Hölle. 
Eines Tages lernt Toni den italienischen Arzt Raimondi kennen. Er ist ganz anders als ihr drangsalierender Gatte und liebt Toni aufrichtig. Raimondi will ihr helfen, indem er Liesegang tötet. Doch Toni wendet sich daraufhin von dem Mörder aus Leidenschaft ab, woraufhin dieser sich umbringt. Endlich frei geworden, reist Toni nach Berlin ab, um dort schließlich ihren Künstlerintraum verwirklichen zu können. In der Tat gelingt ihr der große Durchbruch, und sie wird berühmt. Als Toni die Hauptrolle in dem Stück eines demütigen Kapellmeisters mit dem Titel "Die Mörderin" spielen soll, holt sie die Schuld von einst wieder ein. Toni bricht bei der Monologzeile “Ich bin die Mörderin!” zusammen, fühlt sie sich doch als Mörderin an ihrem ungeliebten Gatten. Es ist das Verständnis und die Liebe des Demütigen, der Tonis hohe Kunst des Gesangs richtig zu schätzen weiß und damit Toni von eben dieser seelischen Qual erlöst.

## Produktionsnotizen
Der Demütige und die Sängerin, ein Nebenwerk Duponts, entstand in der zweiten Jahreshälfte 1924 im Terra Glashaus, unmittelbar vor Duponts berühmtester Inszenierung Varieté. Der Film passierte die Filmzensur am 18. März 1925 und wurde am 2. April desselben Jahres in Berlins Tauentzienpalast uraufgeführt. Der mit Jugendverbot belegte Achtakter besaß eine enorme Länge von 3819 Metern. In Österreich lief der Streifen im Oktober 1925 unter dem Titel Durch Sünde zum Ruhm an.
Die Filmbauten kreierte O. F. Werndorff.

## Kritiken
Der zweieinhalbstündige Film wurde zwar von der Kritik freundlich aufgenommen, war jedoch ein kommerzieller Misserfolg.
Das Tagblatt befand: “Obwohl der Film geradezu prunkvoll, doch mit delikatestem Geschmack ausgestattet ist, und auch herrliche Landschaftsbilder aus dem Süden vermittelt, sind es in erster Linie die Hauptdarsteller, welchen der Löwenanteil an dem glänzenden Erfolg gebührt.”
In Die Stunde heißt es: „Der Kampf zur Erlangung des hohen Zieles, berühmt zu werden, alle Qualen in einem goldenen Käfig zeigt Lil Dagover. Wie die Unfreie endlich die große Sängerin wird, wie ihr Weg durch Schuld beinahe zum Wahnsinn wird, wie sie ihre Sünde sühnt, das alles anzusehen, sollte niemand versäumen.“
Das Grazer Tagblatt meinte: “… auch alle technischen Erfordernisse sind in jeder Hinsicht auf der Höhe und zeigen außerordentlich wirksame Regiefinessen.”